# Mandalay (film, 1934)
Pour plus de détails, voir Fiche technique et Distribution.
Mandalay est un film américain réalisé par Michael Curtiz et sorti en 1934.

## Synopsis
Tanya Borodoff est une réfugiée russe abandonnée, sans le sou, à Rangoon, par son amant, Tony Evans. Ce dernier entre en contact avec Nick, un propriétaire de boîte de nuit, qui lui propose une affaire de trafic d'armes. Pour subsister, Tanya se produit dans le cabaret de Nick, sous le nom de Spot White.

## Fiche technique
- Titre : Mandalay
- Réalisation : Michael Curtiz
- Scénario : Austin Parker, Charles Kenyon, d'après une histoire de Paul Hervey Fox (en)
- Chef-opérateur : Tony Gaudio
- Montage : Thomas Pratt
- Direction artistique : Anton Grot
- Costumes : Orry-Kelly
- Production : Robert Presnell Sr. pour Warner Bros
- Durée : 65 minutes
- Date de sortie :
  - États-Unis : 10 février 1934

## Distribution
- Kay Francis : Tanya Borodoff/Spot White/Marjorie Lang
- Ricardo Cortez : Tony Evans
- Warner Oland : Nick
- Lyle Talbot : Dr Gregory Burton
- Ruth Donnelly : Mme George Peters
- Lucien Littlefield : M. George Peters
- Reginald Owen : Colonel Thomas Dawson
- Etienne Girardot : M. Abernathie
- David Torrence : Capitaine McAndrews
- Rafaela Ottiano : Mme Lacalles
- Halliwell Hobbes : Colonel Dawson Ames
- Bodil Rosing : Mme Kleinschmidt
- Herman Bing : Professeur Kleinschmidt
- Shirley Temple : Betty Shaw[1]
- Frank Baker
- Hobart Cavanaugh
- Wong Chung
- Lillian Harmer : Louisa Mae Harrington
- Otto Frisco : le fakir
- Torben Meyer : M. Van Brinken
- Leonard Mudie : un lieutenant de police
- Philip Sleeman : Amadah Khan